# Lista dos monumentos e outros pontos de interesse do Porto
Esta é uma listagem dos principais monumentos que fazem parte da história da cidade do Porto, Portugal.

## Casas, palácios, bairros e pontes
- Bairro do Aleixo
- Bairro do Cedro
- Bairro do Cerco do Porto
- Casa Almeida Garrett
- Casa da Reboleira Nº 55
- Casa da Rua da Reboleira, Nº 59
- Casa da Rua de D. Hugo N° 5
- Casa do Beco dos Redemoinhos
- Casa do Infante
- Edifício do Governo Cívil
- Paço Episcopal do Porto
- Paços do Concelho
- Palácio da Bolsa
- Palácio de São João Novo
- Palácio do Freixo
- Ponte D. Luis
- Ponte da Arrábida
- Ponte do Freixo
- Ponte do Infante

## Igrejas
- Igreja de Nossa Senhora da Lapa
- Igreja da Trindade
- Igreja de Santa Maria de Campanhã
- Igreja do Carmo
- Igreja do Carvalhido
- Igreja de São Martinho de Cedofeita
- Igreja de Santa Clara
- Sé do Porto
- Igreja de Santo Ildefonso
- Igreja do Bonfim
- Igreja de St. António das Antas
- Igreja de São Martinho de Lordelo
- Igreja de S. Francisco
- Igreja Nossa Senhora da Vitória
- Igreja dos Clérigos
- Igreja dos Carmelitas

## Monumentos comemorativos
- Monumento a D. Pedro IV
- Monumento Almeida Garrett
- Monumento aos Heróis da Guerra Peninsular

## Outros pontos de interesse
- Aeroporto Francisco Sá Carneiro
- Alfândega Nova
- Alminhas da Ponte
- Antiga Casa da Câmara
- Antigo Palácio de Cristal
- Arco ou Porta de Sant'Ana
- Bombeiros Voluntários da Aguda
- Bombeiros Voluntários de Rio Tinto
- Bombeiros Voluntários da Maia
- Bombeiros Voluntários da Trofa
- Bombeiros Voluntários de Alfena
- Cadeia da Relação
- Casa das Artes
- Castelo de São João da Foz
- Estádio do Dragão
- Estádio do Bessa Século XXI
- Estádio Fernando Pedrosa
- Estádio Rei Ramiro
- Estádio Municipal 25 de Abril
- Estádio Municipal de Amarante
- Estádio do Clube Desportivo Trofense
- Estádio do Mar
- Estação Porto-Alfândega
- Estação Porto-São Bento
- Estação Porto-Campanhã
- Estação de Rio Tinto
- Estação de Contumil
- Estação de Ermesinde
- Farol/Capela de S. Miguel-o-Anjo
- Feitoria Inglesa
- Forte de São Francisco Xavier do Queijo
- Galeria do Palácio
- Hospital de Santo António
- Hospital de São João
- Jardim Botânico
- Livraria Lello
- Mercado Ferreira Borges
- Muralha Primitiva
- Muralhas Fernandinas
- Parque da Cidade
- Pavilhão da Água
- Pavilhão Rosa Mota
- Pilares da Ponte Pênsil
- Planetário do Porto
- Postigo do Carvão
- Praça da Batalha
- Praça e Cais da Ribeira
- Reitoria da Universidade do Porto
- Sinagoga Kadoorie
- Torre dos Clérigos
- Torre Medieval